# Spring League IAAFL 2019
La Spring League IAAFL 2019 sarà la 5ª edizione dell'omonimo torneo, giocato con la formula del football a 5, organizzato dalla IAAFL in collaborazione con l'AICS. Il torneo inizierà il 13 aprile 2019 .

## Squadre partecipanti
| Club                            | Città                | Stadio | Sponsor ufficiale | Risultato nella stagione 2018 |
| ------------------------------- | -------------------- | ------ | ----------------- | ----------------------------- |
| Bulls Torino                    | Rivoli               |        |                   |                               |
| Italian Football Academy Milano | Gaggiano             |        |                   |                               |
| Knights Sant'Agata              | Sant'Agata Bolognese |        |                   |                               |
| Mustangs Mantova                | Mantova              |        |                   |                               |
| Napoli Express                  | Napoli               |        |                   |                               |
| Salamanders Virgilio            | Borgo Virgilio       |        |                   |                               |
| Wildcats Cremona                | Cremona              |        |                   |                               |
| Waves Sanremo                   | Sanremo              |        |                   |                               |
| Wolves Brianza                  | Barlassina           |        |                   |                               |

## Stagione regolare

### Calendario

#### 1ª giornata
| Porto Mantovano 13 aprile 2019, ore 19:00 CEST | Mustangs Mantova | 0 – 44 referto | Napoli Express | Parrocchia di Bancole |

| Suzzara 14 aprile 2019, ore 12:00 CEST | Salamanders Virgilio | 20 – 28 referto | Napoli Express | Centro Sportivo Pavarini |

| Sanremo 14 aprile 2019, ore 14:00 CEST | Waves Sanremo | 0 – 26 referto | Wildcats Cremona | Stadio di atletica Pian di Poma |

#### 2ª giornata
| Sanremo 5 maggio 2019, ore 14:00 CEST | Waves Sanremo | – referto | Salamanders Virgilio | Stadio di atletica Pian di Poma |

#### 3ª giornata
| Cremona 12 maggio 2019, ore 14:00 CEST | Wildcats Cremona | 51 – 12 referto | Knights Sant'Agata | Campo della Parrocchia Beata Vergine di Caravaggio |

| 12 maggio 2019, ore 15:00 CEST | Italian Football Academy Milano | – referto | Bulls Torino | Academy Milano Field |

| Mottella 12 maggio 2019, ore 16:00 CEST | Salamanders Virgilio | 18 – 12 referto | Mustangs Mantova | Centro Sportivo Sandro Pertini |

#### 4ª giornata
| 19 maggio 2019, ore 11:00 CEST | Italian Football Academy Milano | – referto | Wolves Brianza | Academy Milano Field |

| 19 maggio 2019, ore 14:00 CEST | Knights Sant'Agata | – referto | Waves Sanremo |  |

#### 5ª giornata
| 25 maggio 2019, ore 19:00 CEST | Knights Sant'Agata | 0 – 16 referto | Napoli Express |  |

| 26 maggio 2019, ore 11:00 CEST | Wolves Brianza | – referto | Italian Football Academy Milano | Academy Milano Field |

| 26 maggio 2019, ore 12:00 CEST | Wildcats Cremona | 40 – 42 referto | Napoli Express |  |

| 26 maggio 2019, ore 15:00 CEST | Bulls Torino | – referto | Italian Football Academy Milano | Academy Milano Field |

#### 6ª giornata
| Porto Mantovano 2 giugno 2019, ore 14:00 CEST | Mustangs Mantova | 14 – 0 referto | Waves Sanremo | Parrocchia di Bancole |

#### 7ª giornata
| Monza 9 giugno 2019, ore 11:00 CEST | Wolves Brianza | – referto | Italian Football Academy Milano | Autodromo nazionale di Monza |

| Suzzara 9 giugno 2019, ore 15:00 CEST | Salamanders Virgilio | – referto | Knights Sant'Agata | Centro Sportivo Pavarini |

| Rivoli 9 giugno 2019, ore 15:00 CEST | Bulls Torino | – referto | Italian Football Academy Milano | Centro Sportivo Don Bosco |

#### 8ª giornata
| 16 giugno 2019, ore 16:30 CEST | Wildcats Cremona | 47 – 6 referto | Mustangs Mantova |  |

### Classifica
- PCT = percentuale di vittorie, G = partite giocate, V = partite vinte, N = partite pareggiate, P = partite perse, PF = punti fatti, PS = punti subiti

| Pos. | Squadra                         | PCT   | G | V | N | P | PF  | PS  |
| ---- | ------------------------------- | ----- | - | - | - | - | --- | --- |
| 1    | Napoli Express                  | 1.000 | 4 | 4 | 0 | 0 | 130 | 60  |
| 2    | Wildcats Cremona                | .750  | 4 | 3 | 0 | 1 | 164 | 60  |
| 3    | Salamanders Virgilio            | .500  | 2 | 1 | 0 | 1 | 38  | 40  |
| 4    | Mustangs Mantova                | .250  | 4 | 1 | 0 | 3 | 32  | 109 |
| 5    | Bulls Torino                    | .000  | 0 | 0 | 0 | 0 | 0   | 0   |
| 6    | Italian Football Academy Milano | .000  | 0 | 0 | 0 | 0 | 0   | 0   |
| 7    | Wolves Brianza                  | .000  | 0 | 0 | 0 | 0 | 0   | 0   |
| 8    | Waves Sanremo                   | .000  | 2 | 0 | 0 | 2 | 0   | 40  |
| 9    | Knights Sant'Agata              | .000  | 2 | 0 | 0 | 2 | 12  | 67  |